# Museo Canario

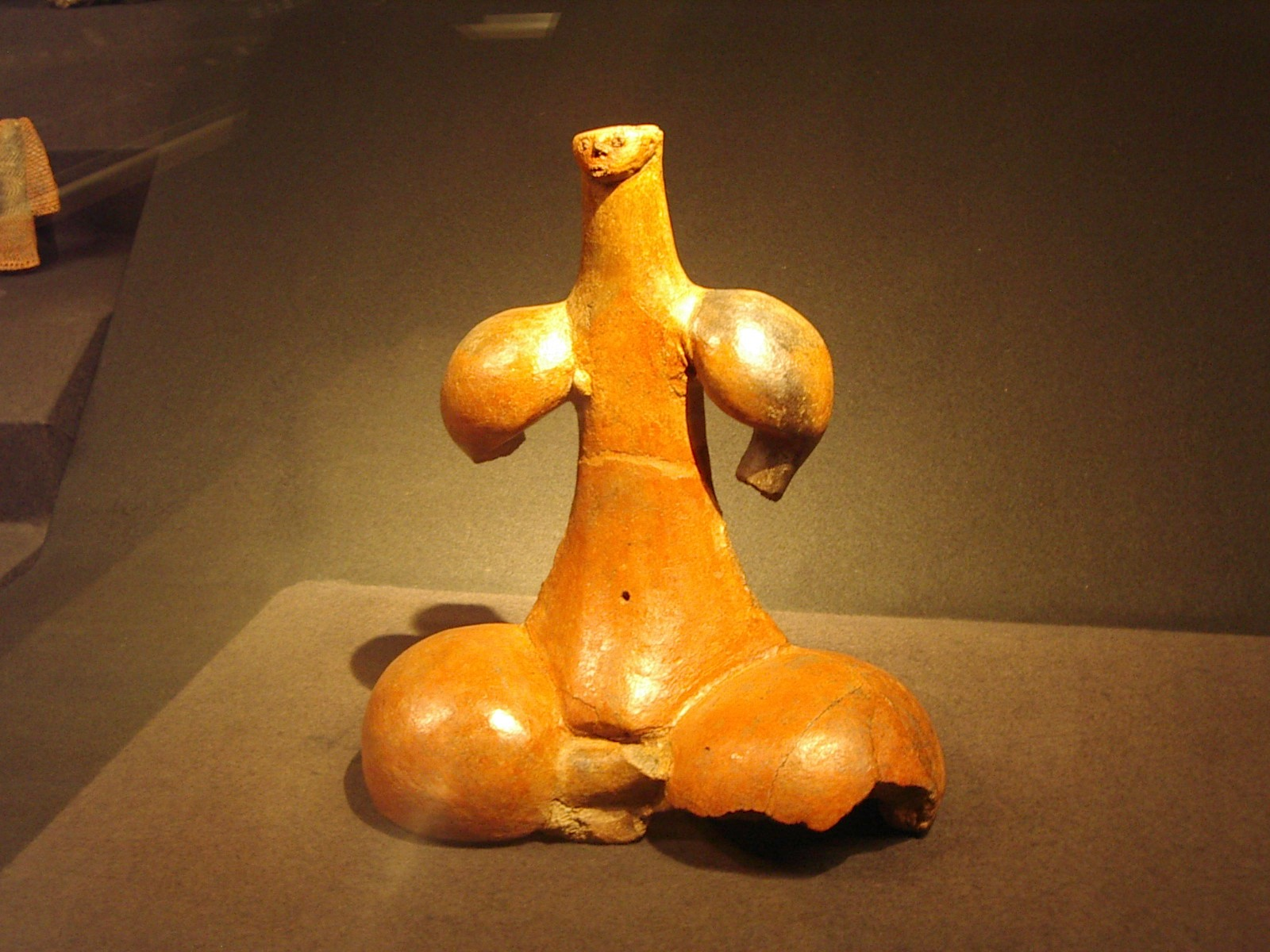
Idolo di Tara conservato nel Museo Canario

Il Museo Canario è un istituto scientifico e culturale avente sede a Las Palmas de Gran Canaria nelle isole Canarie.
Fu fondato nel 1879 per iniziativa di Gregorio Chil y Naranjo.
Nella sua sede, sita nello storico quartiere di Vegueta, è esposta una collezione permanente e monografica sulla popolazione aborigena dell'isola di Gran Canaria, gli antichi Canarii. Tra i vari reperti conservati sono degni di nota i recipienti di ceramica di notevole bellezza, la collezione di idoli (come ad esempio il famoso Idolo di Tara) e gli elaborati sigilli chiamati pintaderas.
Notevole importanza riveste inoltre la collezione di resti antropologici che è stata oggetto di studio da parte di numerosi ricercatori dall'apertura del museo.
Interessanti anche le collezioni di manufatti dell'industria litica e ossea, oltre ai tessuti in pelle e fibre vegetali, a materiale malacologico di vario tipo.